# Stark Blue Ribbon
Stark Blue Ribbon es una variedad cultivar de ciruelo (Prunus domestica), de las denominadas ciruelas europeas.
Una variedad de ciruela ciruela descubierta en 1940 por Susan Aldrich, como una plántula que crecía entre árboles de ciruela italiana, en Bothell, condado de Snohomish.
Las frutas tienen talla de tamaño mediano de forma elíptica ligeramente asimétrica, con color de piel rojo púrpura recubierta de abundante pruina, fina, violácea, y pulpa de color amarillo verdoso, textura fibrosa, bastante ácida, con un sabor moderado y poco jugo. Tolera las zonas de rusticidad según el departamento USDA, de nivel 5 a 8.

## Historia
'Stark Blue Ribbon' variedad de ciruela descubierta en 1940 por Susan Aldrich, en Bothell, condado de Snohomish, Washington, EE. UU., como una plántula que crecía entre árboles de ciruela italiana.
'Stark Blue Ribbon' está cultivada en diversos bancos de germoplasma de cultivos vivos, tales como en National Fruit Collection (Colección Nacional de Fruta) de Reino Unido con el número de accesión: 1981-019 y Nombre Accesión : Stark Blue Ribbon. Fue introducida en el "Probatorio Nacional de Fruta" para evaluar sus características en 1981.

## Características
'Stark Blue Ribbon' árbol de porte extenso, moderadamente vigoroso, erguido, sus hojas de la planta leñosa son caducas, de color verde, forma elíptica, sin pelos presentes, tienen dientes finos en el margen. Flor blanca, que tiene un tiempo de floración que comienza a partir del 16 de abril con el 10% de floración, para el 19 de abril tiene una floración completa (80%), y para el 27 de abril tiene un 90% de caída de pétalos.
'Stark Blue Ribbon' tiene una talla de tamaño mediano de forma elíptica ligeramente asimétrica, con peso promedio de 48.90 g; epidermis tiene una piel rojo púrpura recubierta de abundante pruina, fina, violácea; sutura con línea visible, de color algo más oscuro que el fruto. Situada en una depresión muy suave, algo más acentuada junto a cavidad peduncular; pedúnculo de longitud mediano, fuerte, con una longitud promedio de 11.35 mm, leñoso, con escudete muy marcado, muy pubescente, con la cavidad del pedúnculo estrecha, poco profunda, rebajada en la sutura y más levemente en el lado opuesto; pulpa de color amarillo verdoso, los frutos tienen pulpa fibrosa, bastante ácida, con un sabor moderado y poco jugo.
Hueso libre a semi adherente, grande, alargado, muy asimétrico, con el surco dorsal muy ancho y profundo, los laterales más superficiales, zona ventral poco sobresaliente, superficie rugosa.
Su tiempo de recogida de cosecha se inicia en su maduración en la primera y segunda decena de septiembre.

## Usos
Se usa comúnmente para procesar en usos culinarios.